# Hans Kjeld Rasmussen
Pour les articles homonymes, voir Rasmussen.
Hans Kjeld Rasmussen, né le 10 novembre 1954 à Glostrup et mort en février 2025, est un tireur sportif danois.

## Carrière
Hans Kjeld Rasmussen participe aux Jeux olympiques de 1980 à Moscou et remporte la médaille d'or dans l'épreuve du skeet.